# Leptothorax annibalis
Leptothorax annibalis är en myrart som beskrevs av Santschi 1909. Leptothorax annibalis ingår i släktet smalmyror, och familjen myror.

## Underarter
Arten delas in i följande underarter:
- L. a. annibalis
- L. a. numidicus